# Рудинеско, Элизабет
Элизабет Рудинеско (р. 10 сентября 1944, Париж) — французский философ, исследовательница истории и психоанализа. Профессор истории Университета Париж VII — Дидро. Известная французская интеллектуалка, ее труды переведены более чем на 30 языков.
Соавтор последней книги французского философа Жака Деррида «De quoi demain…», посвященной основным проблемам современного мира и, в частности, философии.

## Биография
Родилась в семье психоаналитика Дженни Вейс (дочери феминистки Луизы Вейс) и ученого-нейрохирурга Александра Рудинеско. Образование получила в парижском Sévigné Collège. Потом изучала литературу и лингвистику в Сорбонне; руководителем её магистерской диссертации был Цветан Тодоров. В 1975 году защитила докторскую диссертацию на тему «Inscription du désir et roman du sujet» Жана Леваяна в Университете Париж VIII — Венсенн. В то же время была студенткой Мишеля де Серто, Жиля Делёза и Мишеля Фуко. В 1991 году под руководством Мишеля Перро хабилитировалась на доктора истории перед комиссией в составе Алена Корбена, Доминика Лекура, Жан-Клода Пассерона, Робера Кастеля, Сержа Леклера. В 1994 году эта докторская диссертация была опубликована под названием «Генеалогии» (Généalogies). В ней Элизабет Рудинеско исследует проблему «генеалогий» от Фридриха Ницше до Мишеля Фуко, сосредоточивая внимание на понятиях потери, забвения, конфликта и архива:
Переход к идентичности историка - это желание чего-то, что есть вне моего "я", возвращаясь к истокам, которые несут отпечаток становления: история истории семей. В переплетении ветвей генеалогического дерева, среди которого "я" больше не является хозяином в своем доме, понятие "эго" не является приемлемым
С 1969 по 1981 слушательница Парижской школы фрейдизма основанной психоаналитиком Жаком Лаканом. Член редколлегии Журнал Poétique (1969-1979). Сотрудничает с французскими общенациональными изданиями: Libération (1986—1996), а также Le Monde с 1996.

### Должности и обязанности
- Директор по научной работе по направлению «История», Университет Париж VII — Дидро, с 1991 года.
- Руководитель учебной части, Ecole Pratique des Hautes Etudes (EPHE), Университет Париж I — Пантеон-Сорбонна, с 2001 года.
- Старейшина Ecole des Hautes Etudes en Sciences Sociales (EHESS), с 1992 до 1996.
- Президент Société Internationale d’histoire de la Psychiatrie et de la Psychanalyse (SIHPP).
- Член редакционных коллегий научных журналов «l’homme» (издавался EHESS., между 1997—2002 годами), «History of psychiatry» с 2003 года и «Cliniques Méditerranéenne» с 2000 года.
- Член Société Française d’histoire de la Médecine, с 1997.
- Гостевой профессор Middlesex University (Лондон) с 2006 года.
- Журналист французских общенациональных изданий Libération (1986—1996), а также Le Monde с 1996.

### Политические взгляды
В течение 1971—1979 гг. член Французской коммунистической партии. Активно участвует в крупных общественных дискуссиях на страницах французской прессы и на телевидении, в частности по таким темам, как гомосексуальность, лаицизм, клонирование, приобретенные/генетические признаки, детская преступность. Так в 1997 году выступала за право гомосексуальных пар на усыновление (фр. Adoption homoparentale).. По мнению Рудинеско, общество должно пройти большой путь развития, чтобы трансформировать имеющиеся представления о гомосексуализме. Рудинеско выступает против так называемой положительной дискриминации в гендерной сфере. Она благосклонно относится к запрету носить во французской школе чадру и другие аксессуары, подчеркивающие религиозность. Негативно относится к исследованиям, призванным выявить у детей «гены» преступности, в связи с этим подписала петицию французских интеллектуалов «Против оценки „ноль“ за поведение для трехлетних детей».

## Методика
Первые работы Элизабет Рудинеско появились в 1970-х годах и были посвящены анализу произведений Антонена Арто, Бертольта Брехта, Луи-Фердинанда Селина. В этих работах речь шла о связи между биографией авторов и их произведениями, однако Рудинеско пыталась не скатываться до прямолинейных схем психобиографии или психологизации литературного произведения через клинический анализ поведения автора.
С 1979 года Элизабет Рудинеско обращается к истории психоанализа во Франции. Эти первые исследования обозначены влиянием историографического подхода, за которым биографическая модель (которая воплощается в понятые «отец-основатель») является квинтэссенцией всех исследований генезиса определенного явления. Однако такой подход показался ей менее перспективным после появления книги Генри Элленбергера «История открытия бессознательного».
Рудинеско переиздает эту работу вместе со своим обстоятельным предисловием. Вместе с Элленбергером она разрабатывает концепцию фрейдизма, которая опирается на «архивистику» и такие понятия, как «ментальные инструменты», «долгая длительность» и «система мышления». Она предлагает не сводить изучения систем мышления, динамической психиатрии, психотерапии и психомедицины лишь до единого зародыша, а рассматривать многочисленные плюралистические направления развития. Таким образом, этот метод полностью разрушает биографическую модель.
Рудинеско развивает концепцию Элленбергера за счет идей таких мыслителей, как Мишель Фуко или Жорж Кангием. Так исследование систем мышления становятся исследованиями форм выделение знания в соответствующую эпоху, форм равновесия этого знания и коммуникации знания. Речь идет об истории мыслящих людей и систем, влияют взаимно, но также критический анализ понятия сознания и субъекта коммуникации.
Отмечая, в какой мере психоанализ стал своеобразным научным движением и системой мышления, Рудинеско показывает, что именно Франция была той страной, где в долговременной перспективе развились все необходимые предпосылки для развития фрейдизма в культурной и научной жизни. Этим особым положением Франция обязана наследству Французской революции, которая создала юридическое и научное обоснование понятия безумия и породила систему психиатрических заведений. Позже дело Дрейфуса ускорило рост самосознания класса интеллектуалов. Называя себя авангардом, этот класс развивал новаторские идеи. Важное влияние оказала здесь и новая модерная литература с такими именами, как Бодлер, Рэмбо, Лотреамон. Эта литература методами нового письма провозгласила новый проект человека под лозунгом «Я являюсь другим».
В 1993 году Рудинеско публикует труд о Жаке Лакане, последнего великого интерпретатора фрейдизма. Почувствовав еще с 1938 года упадок понятия патриархата, Лакан, как и Фрейд, вопреки английской школе, пытался переоценить роль отца в западном обществе через символическую функцию. Рудинеско подчеркивает, что особой заслугой Лакана было внедрение в психоанализ элементов немецкой философии (Гегель, Ницше, Гайдеггер). Так была создана концепция, о которой сам Фрейд никогда и не думал, поскольку выстраивал свою теорию на основе биологической модели (дарвинизм), сознательно отказываясь принимать во внимание современный философский дискурс.
Исследование меланхолии Теруань де Мерикур, зачинателя феминистского движения, как особый случай в истории психиатрии, дает возможность Рудинеско понять важность парадигмы Французской революции для места фрейдизма во Франции. Рудинеско показала, что условия, необходимые для географического внедрения фрейдистских идей и психоаналитического движения — это, с одной стороны, предварительное становление психиатрического знания, то есть становления такого взгляда на безумие, который способен концептуализировать понятие душевной болезни вне любых идей о безумии, которые предусматривают вмешательство божественного начала, а с другой стороны, существование правового государства, которое способна гарантировать свободное существование широкого диапазона возможных отклонений. Как правило, отсутствие одного из этих условий, или обоих, приводила к отторжению фрейдистских идей в странах тоталитарных диктатур, а также в исламском мире и обществах с племенным укладом. Однако Рудинеско замечает, что военные диктатуры в Латинской Америке не препятствовали развитию фрейдизма (в частности в Бразилии и Аргентине), что связано с их природой, отличной от обеих тоталитарных систем (нацизма и коммунизма), которые не допускали распространения фрейдизму в Европе. Режимы «каудильского» не цепляли фрейдизму ни ярлык «еврейской науки», как это делалось в нацистской Германии, ни ярлык «буржуазной науки», как было в коммунистических системах между 1945 и 1989 годами.

## Научные публикации

### Важнейшие труды
- «Pour une politique de la psychanalyse», Paris : La Découverte, 1977
- Histoire de la psychanalyse en France", vol. 1, Paris : Le Seuil, 1982 (переиздание Fayard 1994)
- Histoire de la psychanalyse en France", vol. 2, Paris : Le Seuil, 1986 (переиздание Fayard 1994)
- «Théroigne de Méricourt. Une femme mélancolique sous la Révolution», Paris : Le Seuil, 1989
- «Jacques Lacan. Esquisse d’une vie, histoire d’un système de pensée», Paris : Fayard, 1993
- «Généalogies», Paris : Fayard, 1994
- «Dictionnaire de la psychanalyse», avec Michel Plon, Fayard, Paris, 1997, ISBN|2-213-59685-9
- «Pourquoi la psychanalyse ?», Paris : Fayard, 1999
- «L’анализа générale, l’archive», Bibliothèque Nationale de France, 2001
- «La Famille en désordre», Paris : Fayard, 2002
- «Le Patient, le thérapeute et l'état», Paris : Fayard, 2004
- «Philosophes dans la tourmente», Histoire de la pensée, Fayard, Paris, 2005.
- «La part obscure de nous-mêmes — Une histoire des pervers», Albin Michel, Paris, 2007.
- «Retour sur la question juive», Albin Michel, Paris, 2009. ISBN 2226187146 (Revisiting the Jewish Question, Wiley 2014. — 280 p.)
- «Théroigne de Méricourt. Une femme mélancolique sous la Révolution», Préface inédite d’Elisabeth Badinter", Albin Michel, Paris, 2010.

### Работы в соавторстве и переиздание
- "Penser la folie, Essais sur Michel Foucault,Collectif et Société internationale d’histoire de la psychiatrie et de la psychanalyse. Colloquee : 1991 : Grand Amphithéâtre de Saint-Anne, Galilé, Débats, 9 septembre 1992
- «Médecines de l'âme. Essais d’histoire de la folie et des guérisons psychiques», (textes réunis par Henri F. Ellenberger, Paris : Fayard (coll. " Histoire de la pensée "), 4 octobre 1995
- "Actualité de Georges Canguilhem, Société internationale d’histoire de la psychiatrie et de la psychanalyse. Colloque 10e : 1993 : Paris, France, Georges Canguilhem, François Bing, Jean-Francois Braustein, Élisabeth Roudinesco, Les empêcheurs de tourner en rond, 24 novembre 1998.
- «Psychothérapie d’un indien des plaines. Réalité et rêve», (Georges Devereux), Paris : Fayard (coll. " Histoire de la pensée "), 18 mars 2000
- «Au-delà du conscient. Histoire illustrée de la psychiatrie et de la psychanalyse», (Pierre Morel, Jean-Pierre Bourgeron et Élisabeth Roudinesco), Paris : Hazan, 12 septembre 2000
- «Dictionnaire de la psychanalyse», Michel Plon et Élisabeth Roudinesco, Paris : Fayard, 7 février 2001
- «Le Psychologue surpris», (Theodor Reik, rééd.: Élisabeth Roudinesco), Paris : Denoël (coll. " Espace analytique «), 23 mai 2001
- „De quoi demain… Dialogue“, (Jacques Derrida et Élisabeth Roudinesco), Paris : Fayard, 12 septembre 2001
- Histoire de la découverte de l’inconscient», Henri F. Ellenberger, Paris : Fayard, 1er juillet 2002
- "Psychanalyse des enfants séparés : Исследований cliniques, 1952—1986, de Jenny Aubry, Élisabeth Roudinesco (Préface), Denoel, l’espace analytique, 2 octobre 2003.
- "Pour une éthique commune : Médecine, psychiatrie et psychanalyse, de Edouard Azouri, Sélim Abou, Elisabeth Roudinesco, Chawki Azouri, Collectif, Campagne отеле première, Colloque de l’université St Joseph, Beyrouth, octobre 2003.
- "Notre cœur tend vers le Sud : Correspondance de voyage 1895—1923, de Sigmund Freud, Elisabeth Roudinesco (Préface), Jean-Claude Capèle (Traduction), Fayard, Histoire de la Pensée, mars 2005.
- «Pourquoi как de haine?: Anatomie du Le Livre noir de la psychanalyse», Elisabeth Roudinesco, Jean — Pierre Sueur, Roland Gori, Pierre Delion, Jack Ralite, Navarin Редактор, Paris, octobre 2005.
- Блюдо Psychoanalysis in Lawrence D. Kriztman dir.,"The Columbia History of Twentieth-Century French Thought",Columbia University Press, New-York, janvier 2006

### Важнейшие статьи
- «Cogito et science du réel», in L’Arc, 58, 1974.
- «Brecht avec Freud», in L’Herne, 1, 1979.
- «Documents concernant l’histoire de la psychanalyse en France durant l’Occupation», in Cahiers Confrontation, 16, 1986. Traduction allemande, in Psyche, 12, décembre 1988.
- «Antisémitisme et contre-Révolution (1886—1944)», en collaboration avec Henry Rousso, in L’Infini, 27, 1989.
- «Sartre, lecteur de Freud», in Les Temps modernes, 531—533, décembre 1990. Traduction allemande, Riss, 12, 39-40, septembre/octobre 1997. Repris dans Philosophes dans la tourmente.
- «Lucien Febvre à la rencontre de Jacques Lacan, Paris, 1937», en collaboration avec Peter Schöttler, in Genèses, 13, automne 1993.
- «Réponse à Michel Schneider», Les Temps modernes, 572, 1994.
- «Georges Mauco (1899—1988) : un psychanalyste au service de Vichy. De l’antisémitisme à la psychopédagogie», in L’Infini, 51, automne 1995.
- «Bataille, entre Freud et Lacan: une expérience cachée», in «Georges Bataille après tout», Denis Hollier dir., Belin, Paris, 1995, p.191-212.
- «Psychanalyse fin de siècle. La situation française : perspectives et cliniques institutionnelles», International Psychoanalysis. The Newsletter of IPA, version française et anglaise, volume 6, Issue 1, 1997. Traduction portugaise, O Olho da Historia, V, 1, n.5, Salvador de Bahia, 1998.
- «Carl Gustav Jung, De l’archétype au nazisme. dérives d’une psychologie de la différence», L’Infini, 63, automne 1998.
- «Les premières femmes psychanalystes», Mil neuf cent. Revue d’histoire intellectuelle, 16, 1998. Repris dans Topique, 71, 2000.
- «Souffrance psychique, rêve, nouveaux enjeux de la modernité», Parallax, janvier 200.
- «Claude Lévi-Strauss et la psychanalyse : de пре et de loin», Critique, 620—621, janvier-février 1999.
- «Psychanalyse et profane analyse laïque. Variations sur un thème», in Essaim, 4, 1999.
- «Freud et le régicide. Éléments d’une réflexion», in Revue germanique internationale, 14, 2000.
- «Écrire d’amour : hommage à Action poétique», in Forme & mesure. Cercle Polivanov : pour Jacques Roubaud/Mélanges, Mezura 49, Inalco, publications des langues’O, Paris, 2001.
- «Désir de révolution», Lignes, fév. 2001.
- «La liste de Lacan. Inventaire de choses disparues», Revue de la BNF, 14, 2003. Repris dans Eric Marty (coll.), Lacan et la littérature, Paris, Manucius, (Le marteau sans maître), 2005.
- «La psychanalyse et le club de l’horloge : chronique d’un antisémitisme masqué», Les Temps modernes, juin 2004.
- «À propos d’une lettre inédite de Freud sur le sionisme et la question des lieux saints», Cliniques méditerranéennes, 70, 2004.
- «Désir d’au-delà du moi», La règle du jeu, 30, janvier 2006.

### На русском языке
- Ж. Деррида, Э. Рудинеско. Чего завтра… Диалог = De quoi demain… Dialogue / Пер. В. Б. Феркеля. — Челябинск: Цицеро, 2010. — 240 с. — 100 экз.
- Зигмунд Фрейд в своем времени и нашем. — М.: Кучково поле, 2018. — ISBN 978-5-9950-0878-1

## Выставки
- Психоанализ 1 и 2 (La Psychanalyse 1 et 2). Commissaire scientifique : Elisabeth Roudinesco. Auteur : Yann Diener. Réalisée par Anne Parian pour l’ADPF, Ministère des affaires étrangères, 2002.

## Фильмы
- Зигмунд Фрейд «Sigmund Freud. L’invention de la psychanalyse», en collaboration avec Élisabeth Kapnist, 1997. Первый документальный фильм. Созданный по неопубликованными архивными материалами и при участии ведущих ученых: Peter Gay, Yosef Hayim Yerushalmi (États-Unis), Riccardo Steiner (Grande-Bretagne), Regine Lockot (Allemagne), Jean Clair (France). 110 minutes. France 3 / ARTE.
- Исследователи нашего времени «Chercheurs de notre temps : Elisabeth Roudinesco», entretien d’une heure avec Elisabeth Roudinesco conçu par Dominique Bollinger, réalisé par Philippe Miquel, produit par le Centre de documentation pédagogique, 1999.
- Жак Лакан, психоанализ, изобретенный заново «Jacques Lacan, la psychanalyse réinventée», документальный фильм для франко-немецкого канала АРТЕ (ARTE), écrit par Elisabeth Roudinesco en collaboration avec Elisabeth Kapnist, réalisé par Elisabeth Kapnist, produit par l’INA.